# Xuchang

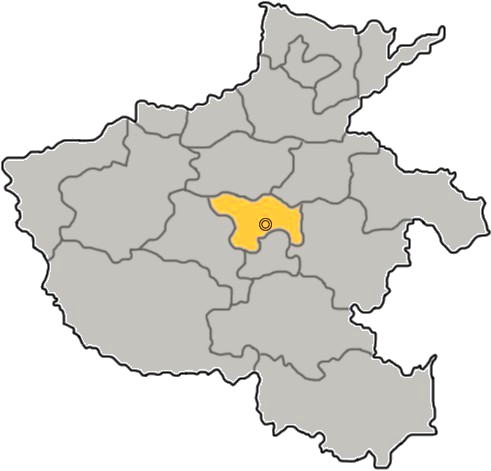
Lage Xuchangs in Henan

Xuchang (chinesisch 許昌市 / 许昌市, Pinyin Xǔchāng Shì) ist eine bezirksfreie Stadt in der Provinz Henan der Volksrepublik China. Xuchang hat eine Fläche von 4.978 km² und 4.379.998 Einwohner (Stand: Zensus 2020).
Seit Dezember 2023 ist die Stadt mit der U-Bahn Zhengzhou an die Provinzhauptstadt Zhengzhou angebunden.

## Administrative Gliederung
Auf Kreisebene setzt sich Xuchang aus zwei Stadtbezirken, zwei Kreisen und zwei kreisfreien Städten zusammen. Diese sind (Stand: Ende 2018):
- Stadtbezirk Weidu (魏都区), 90 km², 520.400 Einwohner, Zentrum, Sitz der Stadtregierung;
- Stadtbezirk Jian’an (建安区), 998 km², 793.100 Einwohner;
- Kreis Yanling (鄢陵县), 869 km², 571.500 Einwohner, Hauptort: Großgemeinde Anling (安陵镇);
- Kreis Xiangcheng (襄城县), 917 km², 692.300 Einwohner, Hauptort: Großgemeinde Chengguan (城关镇);
- Stadt Yuzhou (禹州市), 1.469 km², 1.161.500 Einwohner;
- Stadt Changge (长葛市), 636 km², 698.600 Einwohner.

## Ethnische Gliederung der Bevölkerung Xuchangs (2000)
Beim Zensus im Jahr 2000 wurden in Xuchang 4.124.086 Einwohner gezählt.
| Name des Volkes | Einwohner | Anteil |
| --------------- | --------- | ------ |
| Han             | 4.062.347 | 98,5 % |
| Hui             | 59.000    | 1,43 % |
| Manju           | 758       | 0,02 % |
| Uiguren         | 588       | 0,01 % |
| Mongolen        | 520       | 0,01 % |
| Sonstige        | 873       | 0,02 % |